# Radomir
Radomir (bulharsky Радомир) je město ležící v západním Bulharsku, ve stejnojmenné kotlině, na jihozápadním úpatí pohoří Golo Bărdo svažujícím se k řece Struma. Je správním střediskem obštiny Radomir a má okolo 14 tisíc obyvatel.

## Historie
Radomir je středověké město ležící v místě pravěkého a starověkého sídliště, jehož jméno se nedochovalo. Záhy poté, co bylo Bulharsko podrobeno Osmanskou říší, vypuklo ve zdejší oblasti v roce 1418 povstání, které reagovalo na vysoké daňové zatížení uvalené muslimskými vládci. Povstání bylo potlačeno veškeré obyvatelstvo v počtu 6 až 7 tisíc vysídleno s tím, že někteří byli prodáni do otroctví. Uprázdněné území bylo dosídleno především sem přivezenými Cikány, Gagauzy a Arvanity. V oné době zde byla postavena mešita (nedochovala se), lázně (dochovaly se ve špatném stavu). Zhruba 50 až 60 let po vzpouře se část obyvatel navrátila a od té doby tu celkem pokojně koexistovala obě náboženství (křesťanství a islám).
Bulharské národní obrození se zde začalo projevovat poměrně pozdě a bylo svázáno se vznikem církevní školy v roce 1826. V 30. letech 19. století tudy projel geolog Ami Boué a popsal ho jako malé městečko s necelými 2 000 až 3 000 obyvateli, docela podobné vesnici. Nad náměstím, které je trochu v svahu, je budova místního správce s harémem a zahradami obklopenými zdmi. Na samotném náměstí je dobře zařízená hospoda, kterou vlastní Řek z Janiny. Podle svědectví amerických misionářů, kteří město navštívili v roce 1862, zde žilo převážně turecké obyvatelstvo a Bulhaři neměli vlastní školu.. Škola byla postavena až v roce 1868.
Radomir se stal součástí Bulharského knížectví v roce 1878. 24. září 1918 zde v důsledku porážky u Dobrého Pole vypuklo vojenské povstání a povstalci vedení Rajko Daskalovem tři dny poté vyhlásili Bulharsko republikou a vytáhli na Sofii, kde však utrpěli porážku. Celkový počet obětí na obou stranách se odhaduje na 430. V roce 1976 byla poblíž města zahájena výstavba jednoho z posledních megalomanských projektů komunistického režimu – továrny na těžké stroje Radomira, který zůstal nedokončen.

## Obyvatelstvo
Ve městě žije 13 485 obyvatel a je zde trvale hlášeno 14 870 obyvatel. Podle sčítání 1. února 2011 bylo národnostní složení následující:
- Bulhaři: 12 403 (92.4 %)
- Romové: 866 (6.5 %)
- Turci: 27 (0.2 %)
- ostatní: 129 (1.0 %)